# Jaime Martínez Fortún
Jaime Martínez Fortún, también conocido como Jaime Fortún, fue un marino y conquistador español del siglo XVI, involucrado en la colonización de Filipinas.  
Según relata la obra de Martín Fernández de Navarrete archivada en la Real Academia de la Historia, era el piloto de la nave almiranta de Miguel López de Legazpi que partió del puerto de Navidad y llegó a Filipinas en 1565. Debido a vicisitudes ocurridas en Cebú, Jaime Martínez Fortún tramó un conjura para volver a Europa. Descubierta la trama, fue condenado y posteriormente perdonado por Legazpi.
Dibujó mapas de algunas de las islas Marshall, como la llamada "isla de los Barbudos", actualmente depositados en el Archivo General de Indias.